# 75 mm Type 4
Il cannone antiaereo da 7,5 cm Type 4 (四式7.5cm高射砲?, Yon-shiki nanajyūgo-miri Koshahō) era un cannone antiaereo da 75 mm impiegato dall'Esercito imperiale giapponese a partire dal 1943, durante la seconda guerra mondiale. Il nome era dovuto all'anno di adozione da parte della Marina imperiale, anno imperiale 2604, corrispondente al 1944 del calendario gregoriano. A causa della grande penuria di materie prime e dei danni inferti dai bombardamenti alleati sui complessi industriali giapponesi, furono prodotte solo 70 unità, tutte trattenute sul suolo metropolitano per la difesa delle città.

## Storia

### Sviluppo e produzione
Nel 1927 l'azienda svedese Bofors aveva progettato un nuovo cannone antiaereo da 75 mm, acquistato dalla Reale marina svedese. Da questo cannone navale venne estrapolata una variante trainata, la Bofors 75 mm Model 1929, esportata Cina, in Persia e in Thailandia.
I giapponesi catturarono alcuni esemplari del cannone all'Esercito nazionalista del Kuomintang, testati dall'Ufficio tecnico dell'Esercito imperiale giapponese, che rimase impressionato dalle prestazioni del cannone svedese, nettamente superiori al pezzo standard nipponico 75 mm Type 88. Venne progettata per ingegneria inversa una fedele copia del pezzo, che entrò in produzione nel 1943 come Type 4. Tuttavia, in Giappone scarseggiavano ormai le materie prime e le infrastrutture industriali erano state pesantemente danneggiate dai bombardamenti americani, tanto da impedire la produzione di massa del nuovo cannone da 75 mm: furono prodotte solo 70 unità prima della resa del Giappone.
Dal Type 4 venne sviluppata una variante da carro armato, indicata come "Type 5" e usata come armamento principale del carro armato medio Type 4 Chi-To.

### Impiego operativo
Entrando in servizio verso la fine della guerra, tutti i 70 pezzi Type 4 operativi furono trattenuti nelle isole metropolitane giapponesi, per rinforzare le difese antiaeree contro i bombardieri strategici alleati ed in preparazione di un atteso sbarco.

## Tecnica
Il Type 4 aveva una canna monoblocco con otturatore a cuneo orizzontale. La bocca da fuoco era montata su un affusto a piedistallo centrale. La piattaforma di tiro era supportata da quattro gambe, ognuna dotata di piede di livellamento a vite.